# Tetrachondra patagonica
Tetrachondra patagonica polugrm je iz porodice Tetrachondraceae, jedna od dvije vrste u rodu Tetrachondra 
Opisana je u Botanische Jahrbücher für Systematik, Pflanzengeschichte und Pflanzengeographie 48(Beibl. 107): 17. 1912.

## Opis
Polugrm iz Argentine i Čilea najsrodniji novozelandskoj vrsti vrsti T. hamiltonii. Prema istraživanjima rbcL sekvence T. hamiltonii i T. patagonica gotovo su identične, što ukazuje na noviju divergenciju tijekom pleistocena za ove dvije vrste. Prema tome, njihova sadašnja disjunktna distribucija odražava raspršenost na velike udaljenosti, a ne geografsku separaciju. 

## Sinonimi
- Tetrachondra patagonica subsp. fuegiana D.M.Moore; Bol. Soc. Argent. Bot. 13: 6 (1970)